# 千葉市立西の谷小学校
千葉市立西の谷小学校（ちばしりつ にしのやしょうがっこう）は、千葉県千葉市花見川区幕張本郷三丁目にある公立小学校。

## 沿革
- 1985年（昭和60年）4月 - 開校
- 1990年（平成2年）4月 - 千葉市教育委員会　研究指定校「特色ある教育活動」
- 1999年（平成11年）4月 - 千葉市教育委員会指定「地域ぐるみ教育推進校」
- 2005年（平成17年）11月 - 千葉市教育功労者（団体の部）受賞
- 2015年（平成27年）4月 - 文部科学省補助事業「学校・家庭・地域の連携協力推進事業」指定校

## その他
学校教育目標
学びを大切に　豊かな心と夢を育む
- 校歌の作詞・作曲は徳永馨

## 著名卒業生
- 佐久間太一 - サッカー